# Вырыпаевка (Ульяновск)
У этого топонима есть и другие значения, см. Вырыпаевка.
Вырыпаевка — бывшее село, а ныне микрорайон в южной части Засвияжского района Ульяновска. Располагается на реках Свияга и Грязнушка.

## История
Основано в 1673 году Сидором и Андреем Вырыпаевыми.
В 1708 году деревня вошла в состав Симбирского уезда Казанской губернии (1708—1781).
В 1780 году, при создании Симбирского наместничества, деревня Вырыпаевка, помещичьих крестьян, вошла в состав Симбирского уезда.
При генеральном межевании (1794 г.) деревня Вырыпаевка принадлежала ст. сов. Ивану Андреевичу Порошину и жене ст. сов. Александре Алексеевне Масленицкой.
В 1796 году дворянин Александр Иванович Анненков переселил часть своих крестьян, которые жили в Вырыпаевке, поближе к земле, которая проходила вдоль реки Грязнушка, и эту деревню назвал Грязнушка (Малое Анненково). Малое Анненково — названо для отличия от старинного большого села Анненкова (ныне Степное Анненково), находящегося тоже в Симбирском уезде, в Загудаевской волости.
На начало XIX века Вырыпаевка значилась как село Троицкое Вырыпаевка тожъ.
В 1809 году Масленицкая продала часть этого имения вдове ст. сов. Анне Фитингоф, а у неё купил князь Михаил Петрович Баратаев, продавший, в 1840-х годах жене чиновника 5-го класса Любови Егоровне Дворниковой, в 1860 году, она продала вдове полковника Ольге Васильевне Андреевой, а у неё купила, в 1867 году, жена прапорщика Марья Николаевна Чиркова, а в 1877 году, у неё купил потомственный почётный гражданин Александр Дмитриевич Сачков.
С 1837 года в селе была домовая церковь.
В 1856 году помещицей Елизаветой Николаевной Пазухиной была построена деревянная церковь во имя Живоначальной Троицы.
В 1859 году село Вырыпаевка, владельческое, по почтовому тракту из г. Симбирска в г. Саратов, во 2-м стане Симбирского уезда Симбирской губернии.

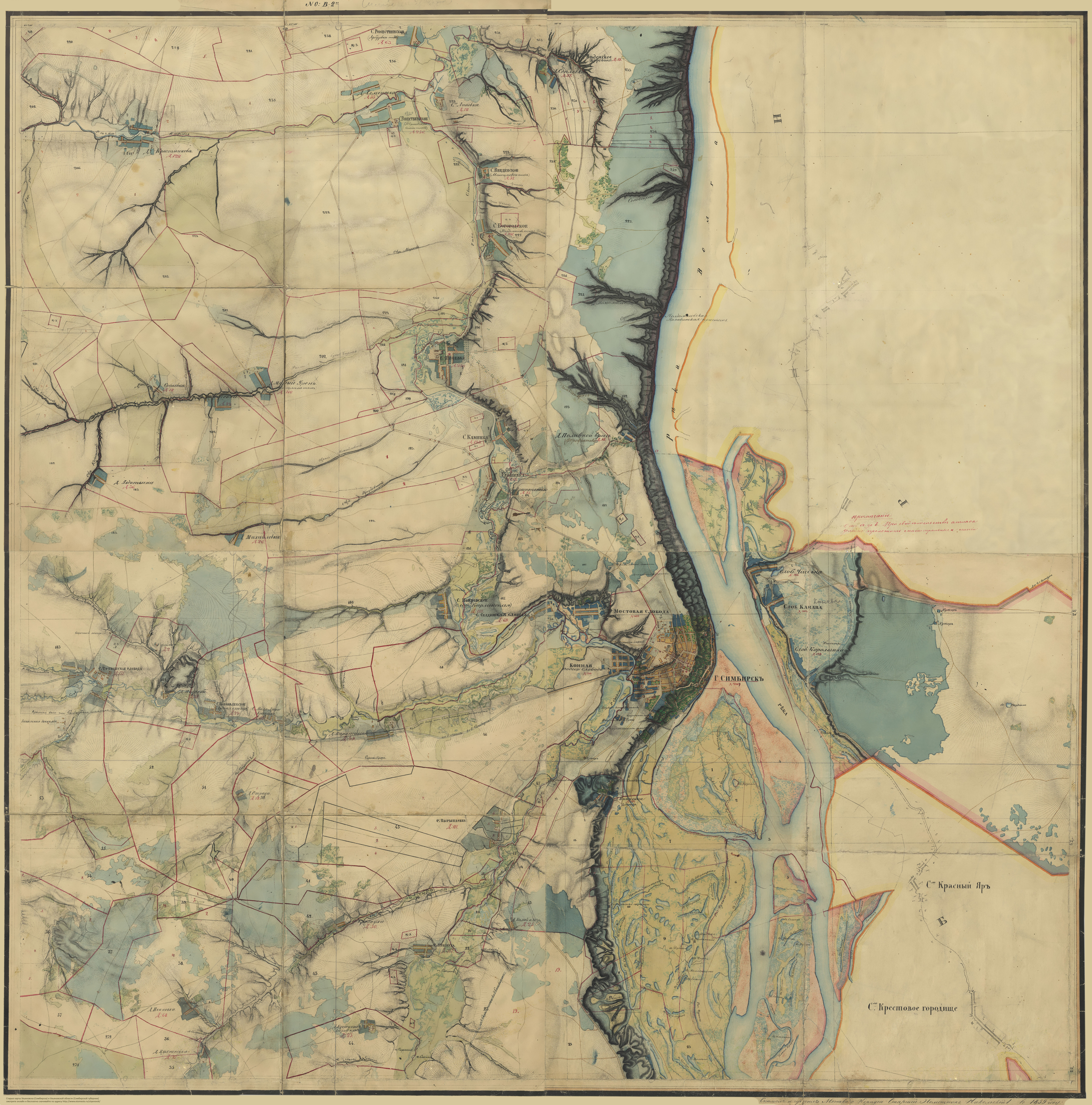
Окрестности Симбирска (Ульяновска) на верстовке 1859 года А. И. Менде, с указанием расположения с. Вырапаевка.

В 1861 году село стало административным центром Вырыпаевской волости.                                                                                                                                                  
После пожара в Симбирске 1864 года Общество христианского милосердия решило устроить убежище для детей погорельцев, которое было открыто в селе, в доме помещика Насакина, но оно не имело необходимых условий и средств, хоть и было принято под покровительство принца П. Г. Ольденбургского, поэтому их в 1865 году перевели в дом удельного хозяйственного училища в Конно-Подгородной слободе.
В 1865 году в Вырыпаевке открылась сельская школа, но через три года, после упразднения Вырыпаевской волости, он была закрыта.
В 1888 году здесь была открыта церковно-приходская школа.
В 1896 году, близ с. Вырыпаевки, обществом сельского хозяйства открыло низшую сельскохозяйственную школу 1-го разряда. В начале XX века — Хутор Симбирского общества сельского хозяйства. В советское время ставший посёлком — Опытное Поле.
С 1898 по 1903 год, на средства помещика А. Д. Сачкова, была построена каменная церковь во имя Казанской Божией Матери.
В 1898 году через с. Вырыпаевку прошла ветка Московско-Казанской железной дороги — от Симбирска до ст. Инза, рядом была открыта ж/д будка, в дальнейшем ставшей ж/д станцией названная в 1959 году, в честь студентов работающих на полях колхоза — «Студенческая», в дальнейшим ставшим посёлком Студенческая  и в 1978 году вошёл в состав города. 
В 1903 году в с. Вырыпаевке было 161 двор и 1310 человек (640 муж. и 670 жен.). Крестьяне, кроме хлебопашества, занимались, по примеру других селений Ключищинской волости, картофельным производством; имелся один паточный завод и одно тёрочное заведение.                                                                                                                                                  
В 1913 году в Вырыпаевке было 253 двора, 1280 жителей (русские), 2 церкви — деревянная Троицкая (1856), каменная Казанская (1903) — обе не сохранились, церковно-приходская школа (1888), усадьба и винокуренный завод купцов Сачковых, крахмальный завод крестьянина И. С. Акимова. При Вырыпаевке находились хутора И. И. Зуморина и И. Ф. Ракова. 
Летом 1918 года в Вырыпаевке произошли бои между Народной армии КОМУЧа и Самаро-Симбирской железной дивизией.  
В конце 1918 году Вырыпаевка стала центром Вырыпаевского сельского Совета, в который вошли: с. Вырыпаевка, Вырыпаевское опытное поле и Хутор Акимов. Имелось: школа 1 ступени, опытная с/х станция, метеорологическая станция, рассадник: Бестужевского скота и свиней Йоркширской породы. 
В феврале 1920 года была создана сельхозартель «Инициатива» и «Звезда», в 1931 году был создан колхоз имени Шубрикова, в 1937 году переименован в колхоз имени 20 лет Октября, в 1930-х годах была создана Ульяновская МТС, а в 1959 году на её базе была создана центральная усадьба совхоза «Пригородный» (ныне п. Пригородный).
С 1924 году Вырыпаевский с/с (с. Вырыпаевка) — в составе Ульяновской волости Ульяновского уезда Ульяновской губернии.
На 1930 год Вырыпаевский с/с входили: с. Вырыпаевка, Вырыпаевская опытная станция, колхоз «Звезда 2-я», Вырыпаевская школа «Трудкоммуна», Ж. д. казарма на 148 в. (ныне 880 км), Ж. д. полуказарма на 143 в. (ныне 875 км) и  Ж. д. будка — которая в конце 1950-х годов стала посёлком станции Студенческая .
В 1935 году открыта изба-читальня.
В 1936 году в Вырыпаевке находилась трудовая школа, которой руководил Пётр Иосифович Макаренко.
В начале 50-х в селе была футбольная команда, которая выступала на кубках и чемпионатах области.  
В 1953 году, к северу, на землях колхоза, начали строить кирпичный завод — Ульяновский комбинат строительных материалов (УКСМ), а рядом посёлок (ныне мкр УКСМ) .
7 июля 1953 года решением Ульяновского облисполкома № 825 / 32 «Об объединении сельских Советов области» — Вырыпаевский и Винновский с/с объединены в один — Вырыпаевский с центром в селе Вырыпаевка.
В 1958 году на землях колхоза был построен Ульяновский аэропорт.
17 октября 1966 года в черту Засвияжского района была включена территория села Вырыпаевка (до ж/д линии). А 28 апреля 1976 года Указом Президиума Верховного Совета РСФСР в городскую черту Ульяновска была включена вся территория села. 
До 1980-х годов Вырыпаевка располагалась вдоль ул. Рябикова до современного промышленного рынка. После высотной застройки района некоторые дома были снесены, а некоторые остались.
В 1991 году на улице Хваткова была построена мечеть Баракят (мечеть № 241).

## Население
- В 1780 году — 118 ревизских душ[2];
- В 1859 году — 113 двора и 839 жителей[22];
- В 1884 году — 152 двора и 793 жителей[23];
- В 1897 году — 161 двора и 1310 жителей[24];
- В 1900 году — в 189 дворах жило: 572 м. и 594 ж.[6];
- В 1913 году — 253 двора и 1280 жителей[25];
- В 1924 году — 275 дворов и 1430 жителей[15];
- В 1927 году — 286 дворов и 1346 жителей[26];
- В 1930 году — 354 дворов и 1509 жителей[16];

## Известные жители
- Сачков Александр Дмитриевич — городской глава Симбирска в 1893—1896 годах, гласный Симбирской Городской Думы, жил и похоронен здесь.
- князь Михаил Петрович Баратаев — российский государственный деятель, действительный статский советник, нумизмат.
- Прокофьев Виктор Иванович — Герой Советского Союза (1943).

## Достопримечательности
На территории микрорайона находятся памятники археологии:
- Поселение «Агробиостанция»[28]
- Поселение «Вырыпаевка-I»[28]
- Поселение «Вырыпаевка-II»[28]

## Память
- Одна из улиц, где находилось село, названа «Вырыпаевская улица», а также два переулка — «1-й Вырыпаевский переулок» и «2-й Вырыпаевский  переулок».